# Đường cao tốc Ulsan
| Các tuyến đường cao tốc trước năm 2001 (Điểm xuất phát tính trước ngày 24/08/2001) | Các tuyến đường cao tốc trước năm 2001 (Điểm xuất phát tính trước ngày 24/08/2001) | Các tuyến đường cao tốc trước năm 2001 (Điểm xuất phát tính trước ngày 24/08/2001) |
| ---------------------------------------------------------------------------------- | ---------------------------------------------------------------------------------- | ---------------------------------------------------------------------------------- |
| Kí hiệu tuyến đường Năm sử dụng                                                    |                                                                                    |                                                                                    |
| Năm 1983 ~ 1997                                                                    | Năm 1997 ~ 2001                                                                    |                                                                                    |
| Tên tuyến đường                                                                    | Đường cao tốc Ulsan (Đường cao tốc số 8)                                           | Đường cao tốc Ulsan (Đường cao tốc số 8)                                           |
| Điểm bắt đầu                                                                       | Ulju-gun, Ulsan                                                                    | Ulju-gun, Ulsan                                                                    |
| Điểm kết thúc                                                                      | Nam-gu, Ulsan                                                                      | Nam-gu, Ulsan                                                                      |

Đường cao tốc Ulsan (tiếng Hàn: 울산고속도로; Romaja: Ulsan Gosok Doro), là một đường cao tốc ở Hàn Quốc, nối Ulju, Ulsan đến Nam, Ulsan.

## Tổng quan

### Số làn đường
- Eonyang JC - Janggeom IC: 4
- Janggeom IC - Ulsan IC(Sinbok Rotary): 6

### Chiều dài
14.3 km

### Giới hạn tốc độ
- 100 km/h

## Nút giao thông · Giao lộ
- IC và JC: Giao lộ, TG: Trạm thu phí, SA: Khu vực dịch vụ.
- Đơn vị đo khoảng cách là km.

| Số                                      | Tên                  | Tên              | Khoảng cách | Tổng khoảng cách | Kết nối | Vị trí | Vị trí   | Ghi chú                                                                        |
| Số                                      | Tiếng Anh            | Hangul           | Khoảng cách | Tổng khoảng cách | Kết nối | Vị trí | Vị trí   | Ghi chú                                                                        |
| --------------------------------------- | -------------------- | ---------------- | ----------- | ---------------- | --- | ------ | -------- | ------------------------------------------------------------------------------ |
| 1                                       | Eonyang JC           | 언양 분기점      | -           | 0.00             | Đường cao tốc Gyeongbu                                                                                      | Ulsan  | Ulju-gun |                                                                                |
|                                         | Eonyang              | 언양             |             |                  | Eoeum-gil                                                                                                   | Ulsan  | Ulju-gun | Giao lộ cùng mức Chỉ có thể vào hướng Ulsan Đóng cửa vào 29 tháng 12 năm 2004  |
| SA                                      | Ulsan Happy Dream SA | 울산행복드림쉼터 |             |                  | | Ulsan  | Ulju-gun | Theo hướng Ulsa (Khu vực nghỉ ngơi) (Không có trạm xăng) Trạm thu phí Ulsan cũ |
| 2                                       | Ulsan JC             | 울산 분기점      | 11.80       | 11.80            | Đường cao tốc Donghae                                                                                       | Ulsan  | Ulju-gun |                                                                                |
| TG                                      | Ulsan TG             | 울산 요금소      |             |                  | | Ulsan  | Ulju-gun | Trạm thu phí chính                                                             |
| 3                                       | Janggeom             | 장검             |             |                  | Quốc lộ 24 (Ulmi-ro) Baekcheon 2-gil·Janggeom-gil                                                           | Ulsan  | Ulju-gun |                                                                                |
|                                         | Ulsan                | 울산             | 2.50        | 14.30            | Quốc lộ 7 (Daehak-ro·Bukbusunhwan-doro) Quốc lộ 14 (Daehak-ro·Bukbusunhwan-doro) Nambusunhwan-doro·Samho-ro | Ulsan  | Nam-gu   |                                                                                |
| Kết nối trực tiếp với Nambusunhwan-doro |                      |                  |             |                  | |        |          |                                                                                |

## Liên kết
- MOLIT Chính phủ Hàn Quốc, Bộ nhà đất, hạ tầng và giao thông vận tải Hàn Quốc